# Unione Sportiva Anconitana-Bianchi 1940-1941
Questa pagina raccoglie i dati riguardanti l'Unione Sportiva Anconitana-Bianchi nelle competizioni ufficiali della stagione 1940-1941.

## Rosa
| N. |                   | Ruolo | Calciatore           |
| -- | ----------------- | ----- | -------------------- |
|    | Italia (bandiera) | A     | Ennio Battistelli    |
|    | Italia (bandiera) | A     | Athos Bolli          |
|    | Italia (bandiera) | D     | Rodolfo Brondi       |
|    | Italia (bandiera) | P     | Giovanni Busani      |
|    | Italia (bandiera) | D     | Tommaso Falà         |
|    | Italia (bandiera) | A     | Walter Ferretti      |
|    | Italia (bandiera) | C     | Silvio Finotto (III) |
|    | Italia (bandiera) | A     | Gustavo Fiorini (I)  |
|    | Italia (bandiera) | C     | Gaetano Fiorini (II) |
|    | Italia (bandiera) | D     | Giovanni Garbo       |
|    | Italia (bandiera) | C     | Balilla Lombardi     |
|    | Italia (bandiera) | D     | Roberto Marzoli      |

| N. |                   | Ruolo | Calciatore                |
| -- | ----------------- | ----- | ------------------------- |
|    | Italia (bandiera) | D     | Renato Pierani            |
|    | Italia (bandiera) | A     | Rosello Roselli           |
|    | Italia (bandiera) | A     | Rolando Rossi             |
|    | Italia (bandiera) | A     | Egidio Salata             |
|    | Italia (bandiera) | D     | Andrea Scaccini           |
|    | Italia (bandiera) | A     | Corrado Silvestrelli (II) |
|    | Italia (bandiera) | C     | Mario Silvestrelli (IV)   |
|    | Italia (bandiera) | C     | Luigi Spanghero           |
|    | Italia (bandiera) | A     | Luigi Torti               |
|    | Italia (bandiera) | C     | Giuseppe Varoli           |
|    | Italia (bandiera) | A     | Alfonso Verardi           |